# Songyun
Songyun, Sungyūn, ou parfois Song Yun (mandchou : ᠰᡠᠩᠶᡡᠨ, translit. sungyūn ; chinois : 松筠 ; pinyin : sōngyún), né en 1752 et décédé en 1835, est un officier chinois de la bannière mongole jaune, sous la Dynastie Qing. Il fut Amban du Tibet de 1794 à 1799.

## Biographie
Il naît d'un clan Khorchin, à Bithesi (zh) (mandchou : ᠪᡳ᠍ᡨ᠌ᡥᡝᠰᡳ, chinois : 笔帖式) en 1752.
Il officie comme amban (résident impérial) du Tibet central, à Lhassa, de 1794 à 1799. Il a, à son époque, et depuis la réforme de 1793, en tant qu'amban, un véritable contrôle politique du Tibet. Il remplace à ce poste Heying (zh) (和宁) et est remplacé par Yingshan (英善).
Il est gouverneur militaire de 1802 à 1809. Il s'exile au Xinjiang, ou il compile un Index géographique sur la région.
Il est enterré à Songwang fen (zh) (tombeau du roi Song), dans l'actuelle Pékin.